# 민의원
민의원(民議院)은 1952년부터 1961년까지 대한민국 국회의 하원이었던 기관이다.
민의원은 1952년 7월의 발췌개헌 당시 헌법 제31조제2항에 상원인 참의원과 함께 규정되었으나, 제1공화국에서는 참의원의 선거가 이루어지지 않아 실제로는 단원제로 운영되었다. 대한민국에서 양원제가 운영된 것은 제2공화국 뿐으로, 대한민국 국회는 1963년 12월부터 시행된 제3공화국 헌법 이후 단원제로 운영되고 있다.

## 특징
- 법률안과 예산안의 선의
- 국무총리의 인준권
- 국무원(내각)과의 연대적 또는 개별적 책임
- 국무원(내각) 불신임권 (국무원도 민의원 해산권을 가짐)

## 같이 보기
- 대한민국 국회
  - 대한민국 제5대 국회
- 제2공화국
- 참의원 (대한민국)
- 양원제